# José María Pascual del Pobil Martos
José María Forner y Pascual del Pobil y Martos (Alacant, 28 de novembre de 1847, Madrid, 24 d'abril de 1929) és un aristòcrata i polític valencià, VI baró de Finestrat. Orfe de pare als cinc anys, heretà el títol el 1864 a la mort del seu avi José Pascual del Pobil y Guzmán. Destacat propietari agrícola, en 1877 participà en la fundació de la Caixa d'Estalvis d'Alacant i en 1879 fou president del Sindicat de Regants de l'Horta d'Alacant. Malgrat els seus orígens aristocràtics, el 1880 ingressà al Partit Republicà Possibilista, del qual en fou nomenat president local el 1881. Tanmateix, en 1894 va formar part de la direcció alacantina del Partit Conservador i fou nomenat alcalde de juliol de 1895 fins 1897. Durant el seu mandat va imposar nous arbitris que el van fer força impopular, de tal manera que el juliol de 1896 es produïren aldarulls de comercials i industrials descontents amb tancada d'establiment, cremada de casetes i fins i tot l'assalt de la seva pròpia casa. Fou novament regidor de 1899 a 1901 i fou nomenat governador civil de Biscaia de 1913 a 1914.
L'any 1945 l'antic carrer de Teatinos canvia el seu nom pel de Baró de Finestrat en el seu honor, nom que manté en l'actualitat.